# Énargite
L’énargite est une espèce minérale composée de sulfure d'arsenic et de cuivre, de la famille des sulfosels, de formule Cu3AsS4. Ce minéral se présente fréquemment sous forme de cristaux et souvent aussi sous forme d'agrégats grenus. Généralement, il a un éclat métallique, mais cet éclat se perd avec le temps, à cause de l'oxydation, il peut alors s'iriser.

## Inventeur et étymologie
L'énargite a été décrite par Johann August Friedrich Breithaupt en 1850. Du grec "Enargos" signifiant "distinct, évident", par allusion à son clivage parfait.

## Topotype
Veine San Francisco, Morococha, Jauli, au Pérou.

## Cristallographie
- Paramètres de la maille conventionnelle : a = 6.41, b = 7.42, c = 6.15, Z = 2; V = 292.51
- Densité calculée = 4.47

## Cristallochimie
L'énargite est très proche de sa formule idéale, mais peut avoir des traces d'antimoine et de fer, qui se substituent à l'arsenic et au cuivre respectivement. 

## Gîtologie
L'énargite accompagne habituellement la pyrite, la sphalérite, la galène et divers minéraux contenant du cuivre, dans les veines et dépôts de remplacement de température modérée.

## Synonymes
- Clarite (Sandberger),
- Garbyite (Semmons, 1884),
- Guayacanite (Field, 1859),
- Stannoenargite[5]

## Gisements remarquables
- Mine de Merlier, Isola, Alpes-Maritimes, Provence-Alpes-Côte d'Azur, France[6]
- Mine de Stari Trg, Trepča Kosovska Mitrovica, Kosovo[7]
- Mine de Quiruvilca (La Libertad Mine; Asarco Mine), Santiago de Chuco Province, La Libertad Department, Pérou[8],[9]